# Бирюлин, Михаил Фёдорович
Михаил Фёдорович Бирюлин (бел. Міхаіл Фёдаравіч Бірулін; 27 сентября 1912, Любятино, Велижский уезд — 20 августа 1999) — один из основателей партизанского движения на Витебщине, командир 1-й Витебской партизанской бригады в годы Великой Отечественной войны. Председатель Витебского райисполкома и Железнодорожного райисполкома города Витебска. Почётный гражданин города Витебска (1967).

## Биография
Михаил Федорович Бирюлин родился 27 сентября 1912 года в д. Любятино Велижского уезда Витебской губернии (ныне Смоленская области). После сельской семилетки окончил районную колхозную школу и работал бухгалтером в сельхозартели имени Ленина.
Военную службу проходил в Витебске: курсант полковой школы, командир взвода. После службы М. Ф. Бирюлин остался в Витебском районе, работал бухгалтером колхоза «Большевистский путь». В 1937 году его избрали председателем исполкома Боровлянского сельсовета. В 1939 году был принят в члены ВКП(б).

### Военная биография
Участвовал в освобождении Западной Беларуси, в советско-финской войне.
В начале Великой Отечественной войны М. Ф. Бирюлин вместе с другими коммунистами района по заданию Витебского областного комитета партии был оставлен на временно оккупированной врагами территории для развертывания партизанского и подпольного движения. Уже в августе 1941 года им был сформирован отряд из 35 человек, который входил в 1-ю Белорусскую партизанскую бригаду М. Ф. Шмырева. В начале 1943 года отряд был развернут в Первую Витебскую бригаду (646 бойцов), которая действовала в Витебском, Городокском, Суражском, Бешенковичском и Сиротинском (ныне — Шумилинском) районах Витебской области.

### Послевоенная биография
После окончания войны Михаил Федорович занимал посты председателя исполкома Витебского районного Совета депутатов трудящихся, председателя Железнодорожного райисполкома г. Витебска, работал на других хозяйственных объектах областного центра.
Михаил Федорович проводил большую военно-патриотическую работу среди молодежи. По его инициативе создан музей боевой славы Первой Витебской бригады в Верховской средней школе Витебского района (теперь средняя школа № 9 г. Витебска).
За мужество и храбрость, проявленные в годы войны, самоотверженный труд в мирное время М. Ф. Бирюлин награжден орденами Красного Знамени, Трудового Красного Знамени, Красной Звезды, Отечественной войны I и II степеней, «Знак почета», многими медалями, Почётной грамотой Верховного Совета Белорусской ССР.
Звания «Почётный гражданин города Витебска» удостоен в 1967 году.

## Награды и звания
- Орден Красного Знамени
- Орден Отечественной войны I и II степени
- Орден Трудового Красного Знамени
- Орден Красной Звезды
- Орден «Знак Почёта»
- Медаль «Партизану Отечественной войны» I и II степени
- Почётная грамота Верховного Совета Белорусской ССР
- Звание «Почётный гражданин города Витебска» (21.10.1967)[2]

## Память
- Имя М. Ф. Бирюлина носит одна из улиц г. Витебска.
- Мемориальная доска на доме № 2 по улице Кирова в городе Витебск («В этом доме жил командир 1-й Витебской партизанской бригады, Почётный гражданин города Витебска Михаил Фёдорович Бирюлин (1912—1999 гг.)».
- Имя М. Ф. Бирюлина присвоено средней школе № 9 г. Витебска[3]. На здании школы размещён мурал, посвящённый И. Ф. Бирюлину. Одна из экспозиций в школьном музее посвящена М. Ф. Бирюлину.
- В фондах Белорусского государственного музея истории Великой Отечественной войны хранятся материалы, посвящённые И. Ф. Бирюлину.